# Korrigan (Q8)
Le Korrigan dont l'indicatif était Q8, était un sous marin de défense français de classe Farfadet  qui en comptait quatre. Il fut mis en service le 29 août 1902 et lancé le 24 novembre 1902. Il fut désarmé le 3 octobre 1910 et vendu à Bizerte, le 10 août 1911. La classe Farfadet fut conçue par l'ingénieur français Gabriel Maugas,.

## Service actif
Le Korrigan, prendra part au sauvetage de son sister-ship, le Farfadet, du 6 au 15 juillet 1905, date à laquelle son équipage aura la pénible tâche d'extraire de l'épave les corps de leurs camarades.
En 1906, le Lutin, également de la classe Farfadet, sombre à son tour emportant avec lui ses seize membres d'équipage. Le Korrigan prend à nouveau part au sauvetage.
Pour chacun de ces naufrages, le Ministre de la marine française, Gaston Thomson, fera une plongée de reconnaissance à son bord sur les lieux des accidents.

### Commandement
- Lieutenant de vaisseau Chapuis (1901)
- Lieutenant de vaisseau Delpeuch (décembre 1903)
- Lieutenant de vaisseau Auguste Thomazi (mars 1904)
- Charles Edouard Delcroix (octobre 1905)

## Devenir du Korrigan
Le Korrigan sera déclassé le 3 octobre 1910. En septembre, on avait envisagé le transformer en réservoir à mazout mais il sera finalement vendu à Bizerte le 10 août 1911.

## La classe Farfadet (1901-1913)
La classe Farfadet comptait 4 sous-marins.
- Farfadet puis Follet (Q7) (1901 - 1913) sombre au large de Bizerte, le 6 juillet 1905 (14 victimes parmi les 16 membres d'équipage).
- Gnôme (Q9) (1902 - 1906)
- Korrigan (Q8) (1902 - 1906)
- Lutin (Q10) (1903 - 1907) sombre au même endroit que le Farfadet, le 16 octobre 1906 (l'ensemble des 16 membres d'équipage périt).